# Cuerdas de plata
Cuerdas de plata (en alemán, Silberne Saiten) es la primera obra publicada por el escritor austriaco Stefan Zweig en 1901, con tan solo 19 años. La editorial berlinesa Schuster & Loeffler editaría la obra donde se reúnen los considerados sus versos de bachiller, que manifiestan la influencia de las lecturas precoces de Zweig, Rilke, Hofmannsthal y Verhaeren, y del simbolismo.
El compositor Max Reger pondría música a algunos de estos versos.